# Codificação (ciências sociais)
Codificação é um processo analítico em que dados, tanto na forma quantitativa (tal como resultados de questionários) quanto na forma qualitativa (como em transcrições de entrevistas), são categorizados para facilitar a análise.
Codificar significa transformar os dados em um formato compreensível por um software de computador. A classificação de informações é um passo importante na preparação de dados para que sejam processados em um computador por meio de softwares estatísticos.
Um código deve se aplicar a apenas uma categoria e as categorias devem ser abrangentes. Devem existir recomendações claras para os codificadores (indivíduos que fazem a codificação) de modo que o código seja consistente.
Alguns estudos empregarão múltiplos codificadores trabalhando independentemente com os mesmos dados. Isso minimiza as chances de erros de codificação e aumenta a confiabilidade dos dados.

## Abordagem quantitativa
Para a análise quantitativa, geralmente os dados são codificados e registrados como variáveis nominais ou ordinais.
Dados de questionários podem passar por pré-codificação (o processo de atribuir códigos às respostas esperadas em um questionário designado), codificação em campo (um processo de associar códigos assim que os dados estão disponíveis, geralmente durante o trabalho de campo), codificação posterior (codificação de questões abertas em questionários completos) ou codificação no escritório (feita após o trabalho de campo). Note que alguns dos itens anteriores não são mutuamente exclusivos.
Em ciências sociais, geralmente são utilizadas planilhas tais como as do Excel e pacotes de softwares mais avançados tais como R, Matlab, PSPP/SPSS, DAP/SAS, MiniTab e Stata.

## Abordagem qualitativa
Para disciplinas em que um formato qualitativo é preferível, incluindo a etnografia, geografia humanística ou psicologia fenomenológica, uma abordagem variada pode ser aplicada à codificação. Iain Hay (2005) descreve em linhas gerais um processo em duas etapas iniciando com a codificação básica para distinguir entre temas gerais, seguida por um código mais profundo e interpretativo, em que tendências e padrões mais específicos possam ser interpretados.
O processo pode ser feito manualmente, o que pode ser tão simples quanto destacar diferentes conceitos com cores distintas, ou realizado em um software especializado em análise qualitativa de dados. Alguns dos principais pacotes de sofwares qualitativos incluem MAXQDA, QDA Miner, Atlas.ti e NVivo.

## Métodos mistos
Para aqueles interessados em métodos mistos e tanto em análises qualitativas quanto quantitativas, o software MAXQDA e o pacote RQDA dentro do R são recursos em potencial. Enquanto o MAXQDA é um software com uma interface mais intuitiva onde não se faz necessário nenhum conhecimento prévio de linguagens de programação, o RQDA faz uso da linguagem R e, a partir da sua própria Interface Gráfica de Usuário (GUI) em uma janela separada de R, pode ser utilizado para realizar a codificação a nível de caracteres. Através de comandos R tradicionais, alguns desses dados podem ser analisados utilizando ferramentas quantitativas. Atualmente, o RQDA não pode ser instalado via CRAN uma vez que o pacote foi removido do repositório.